# Iseu de Atenas
Iseu de Atenas (420 a.C. — 350 a.C.) foi um orador grego, especializou-se em escrever discursos para serem lidos perante os tribunais. Onze deles se conservaram. Usou o estilo simples de Lísias de Atenas, empregando-o como meio de argumentação em complexas questões de ordem jurídica.